# 砂の家
『砂の家』（すなのいえ）は、東海テレビ制作・フジテレビ系列で、1989年4月3日 - 6月30日に放送された昼ドラマである。

## 概要
テレクラで知り合った男性に執拗に迫られて...

## キャスト
- 長谷直美[1]
- 荻島真一（荻島眞一）[1]
- 磯部弘[1]
- 青島健介
- 佐々木すみ江
- 蜷川有紀
- 浅利香津代
- 高沢順子
- 保積ペペ
- 樋浦勉
- 立原ちえみ
- 棟里佳
- 真木洋子
- 野路由紀子
- マサト:飯泉征貴

## スタッフ
- 脚本 - 須川栄三[1]
- 演出 - 平松敏男、船越太郎